# 穴空
『穴空』（アナーキー）は、2016年4月20日にSME Recordsから発売された私立恵比寿中学の3枚目のオリジナルアルバム。

## 概要
通常盤（CD）、初回生産限定盤A（CD+Blu-ray）、初回生産限定盤B（2CD）の3形態で発売。封入特典はトレカ（全8種のうち1種ランダム）。
当初は2016年2月10日に発売が予定されていたが、柏木ひなたの突発性難聴発症に伴い、発売が延期された。その後、2016年2月15日にLINE LIVEで配信された特別番組「ebichu TV」の中で、発売日ならびに収録曲の詳細が発表された。
本作の発売の約7か月後に当たる、2016年11月16日にベスト・アルバムである『「中卒」〜エビ中のイケイケベスト〜』と『「中辛」〜エビ中のワクワクベスト〜』が発売されたが、オリジナル・アルバムの発売は2017年5月31日『エビクラシー』が発売されるまで途絶える形となった。その間の2017年2月8日にメンバーの松野莉奈が急逝したため、松野が参加した生前最後のオリジナル・アルバムとなった(CD作品全体では上記のベストアルバムとシングル『まっすぐ』に参加している)。

## 収録曲

### 楽曲解説
1. 「埋めてあげたい (Interlude) 」
台本・演出：土屋亮一（シベリア少女鉄道）
2. 「ゼッテーアナーキー」
3. 「春休みモラトリアム中学生」[4]
BSフジ『エビ中++』オープニングテーマ。
配信限定EP『FAMIEN'16 e.p.』（2016年）に2016年7月2日の春ツアーファイナル公演でロックバンドHEREによる生演奏とコラボしたライブ音源「春休みモラトリアム中学生 with HERE (私立恵比寿中学JapanホールKeikiiiiツアー2016 ver.)」が収録。
4. 「ポップコーントーン」[5]
ベストアルバム『中吉』（2022年）のCD1にも収録。
5. 「面皰 (にきび)」[6]
クレアラシル CMソング。
6. 「エビ中出席番号の歌 その2」
ベストアルバム『エビ中の絶盤ベスト〜おわらない青春〜』（2012年）に10人バージョン（2011年）の「エビ中出席番号の歌 その1」（作詞・作曲：前山田健一）を収録。
ベストアルバム『中吉」（2022年）のCD2に9人バージョンの「エビ中出席番号の歌 その3」（作詞・作曲：前山田健一）を収録
7. 「マブいラガタイフーン (Interlude)」
8. 「夏だぜジョニー」
8thシングル。
サークルKサンクス「おにぎり100円セール」CMソング。
9. 「MISSION SURVIVOR」
サークルKサンクス「焼き鳥100円セール」CMソング。
私立恵比寿中学秋田分校で共演したノースアジア大学明桜高等学校の吹奏楽部が、夏の甲子園で応援歌としてこの曲をアレンジした「明桜SURVIVOR」（めいおうサバイバー）を演奏（2017年・2021年・2023年）
配信限定EP『FAMIEN'16 e.p.』（2016年）に2016年7月2日の春ツアーファイナル公演のライブ音源「MISSION SURVIVOR (私立恵比寿中学JapanホールKeikiiiiツアー2016 ver.)」が収録。
10. 「ナチュメロらんでぶー」
「エビ中 夏のファミリー遠足 略してファミえん in 長岡 2015」テーマソング。
配信限定EP『FAMIEN'15 e.p.』（2015年）にも収録。
アルバム『FAMIEN'21 L.P.』（2021年）に9人バージョンの『ナチュメロらんでぶー(2021 ver.)』が収録
11. 「あな秋いんざ夕景 (Interlude)」
台本・演出：丸山博久
12. 「ポンパラ ペコルナ パピヨッタ」- 五五七二三二〇[7]
9thシングルカップリング。
日清シスコ「ココナッツサブレ」キャンペーンソング。
13. 「お願いジーザス」
14. 「全力☆ランナー」[8]
第4回 全国小・中学校リズムダンスふれあいコンクール 規定曲。
ベストアルバム『「中辛」〜エビ中のワクワクベスト〜』（2016年）にも収録
ベストアルバム『中吉』（2022年）のCD2に9人バージョンの「全力☆ランナー（中吉ver.）」が収録。
15. 「スーパーヒーロー」[9]
9thシングル。
16. 「参枚目のタフガキ」[10]
タイトルは明らかにアンダーワールドのアルバム弐番目のタフガキをオマージュしている。
配信限定EP『FAMIEN'16 e.p.』（2016年）に2016年7月2日の春ツアーファイナル公演のライブ音源「参枚目のタフガキ (私立恵比寿中学JapanホールKeikiiiiツアー2016 ver.)」が収録。

### 収録曲クレジット
| #         | タイトル                                          | 作詞                                  | 作曲                                  | 編曲                                                     | 時間  |
| --------- | ------------------------------------------------- | ------------------------------------- | ------------------------------------- | -------------------------------------------------------- | ----- |
| 1.        | 「埋めてあげたい (Interlude)」                    |                                       |                                       |                                                          | 4:25  |
| 2.        | 「ゼッテーアナーキー」                            | ABEDON                                | ABEDON                                | ABEDON                                                   | 3:33  |
| 3.        | 「春休みモラトリアム中学生」                      | 尾形回帰 (HERE)                       | 尾形回帰 (HERE)                       | 尾形回帰 (HERE)、西井慶太 (インビシブルマンズデスベッド) | 5:07  |
| 4.        | 「ポップコーントーン」                            | 田村歩美                              | 田村歩美                              | 田村歩美                                                 | 4:30  |
| 5.        | 「面皰 (にきび)」                                 | 吉澤嘉代子                            | 吉澤嘉代子                            | 石崎光                                                   | 3:17  |
| 6.        | 「エビ中出席番号の歌 その2」                      | 前山田健一                            | 前山田健一                            | 前山田健一                                               | 4:29  |
| 7.        | 「マブいラガタイフーン (Interlude)」              | MTG、PKNY (CASIOトルコ温泉)           | MTG (CASIOトルコ温泉)                 | MTG (CASIOトルコ温泉)                                    | 2:02  |
| 8.        | 「夏だぜジョニー」                                | RYO from ORANGE RANGE、シライシ紗トリ | RYO from ORANGE RANGE、シライシ紗トリ | RYO from ORANGE RANGE、シライシ紗トリ                    | 5:02  |
| 9.        | 「MISSION SURVIVOR」                              | 首藤義勝 (KEYTALK)                    | 首藤義勝 (KEYTALK)                    | 鈴木雅也                                                 | 3:54  |
| 10.       | 「ナチュメロらんでぶー」                          | 田村歩美                              | 田村歩美                              | 田村歩美                                                 | 4:43  |
| 11.       | 「あな秋いんざ夕景 (Interlude)」                  |                                       |                                       |                                                          | 2:43  |
| 12.       | 「ポンパラ ペコルナ パピヨッタ - 五五七二三二〇」 | 田中直基                              | 菅野よう子                            | 菅野よう子                                               | 4:30  |
| 13.       | 「お願いジーザス」                                | 加藤慎一 (フジファブリック)           | 加藤慎一 (フジファブリック)           | フジファブリック                                         | 4:50  |
| 14.       | 「全力☆ランナー」                                 | 杉山勝彦                              | 杉山勝彦                              | 杉山勝彦                                                 | 4:34  |
| 15.       | 「スーパーヒーロー」                              | YuReeNa                               | kzm                                   | CHOKKAKU                                                 | 4:28  |
| 16.       | 「参枚目のタフガキ」                              | 前山田健一                            | 前山田健一                            | CMJK                                                     | 4:56  |
| 合計時間: | 合計時間:                                         | 合計時間:                             | 合計時間:                             | 合計時間:                                                | 67:11 |

### Blu-ray (初回生産限定盤Aのみ)
| #   | タイトル                                        | 作詞 | 作曲・編曲 |
| --- | ----------------------------------------------- | ---- | ---------- |
| 1.  | 「opening〜ebiture」                            |      |            |
| 2.  | 「えびぞりダイアモンド!!」                      |      |            |
| 3.  | 「チャイム!」                                   |      |            |
| 4.  | 「ザ・ティッシュ〜とまらない青春〜」            |      |            |
| 5.  | 「オーマイゴースト?〜わたしが悪霊になっても〜」 |      |            |
| 6.  | 「売れたいエモーション!」                       |      |            |
| 7.  | 「仮契約のシンデレラ」                          |      |            |
| 8.  | 「放課後ゲタ箱ロッケンロールMX」                |      |            |
| 9.  | 「Go! Go! Here We Go! ロック・リー」            |      |            |
| 10. | 「大人はわかってくれない」                      |      |            |
| 11. | 「梅」                                          |      |            |
| 12. | 「頑張ってる途中」                              |      |            |
| 13. | 「禁断のカルマ」                                |      |            |
| 14. | 「手をつなごう」                                |      |            |
| 15. | 「誘惑したいや」                                |      |            |
| 16. | 「未確認中学生X」                               |      |            |
| 17. | 「バタフライエフェクト」                        |      |            |
| 18. | 「ハイタテキ!」                                 |      |            |
| 19. | 「金八DANCE MUSIC」                             |      |            |
| 20. | 「夏だぜジョニー」                              |      |            |
| 21. | 「ナチュメロらんでぶー」                        |      |            |

### ライブCD (初回生産限定盤Bのみ)
| #   | タイトル                                               | 作詞                      | 作曲                      | 編曲                                             |
| --- | ------------------------------------------------------ | ------------------------- | ------------------------- | ------------------------------------------------ |
| 1.  | 「あたしきっと無限ルーパー」                           | さつき が てんこもり      | さつき が てんこもり      | 大箭マサヤ                                       |
| 2.  | 「金八DANCE MUSIC」                                    | 前山田健一                | 前山田健一                | さつき が てんこもり                             |
| 3.  | 「使ってポートフォリオ」                               | さつき が てんこもり      | さつき が てんこもり      | 大箭マサヤ                                       |
| 4.  | 「キングオブ学芸会のテーマ 〜Nu Skool Teenage Riot〜」 | 仮屋一時                  | 吉田哲人                  | 吉田哲人、el poco maro、有木竜郎                 |
| 5.  | 「テブラデスキー 〜青春リバティ〜」                    | 田村歩美                  | 田村歩美                  | 池住祥平                                         |
| 6.  | 「アンコールの恋」                                     | 真戸原直人                | 宅見将典                  | 宅見将典                                         |
| 7.  | 「フユコイ」                                           | 田仲圭太                  | 田仲圭太                  | 松隈ケンタ                                       |
| 8.  | 「PLAYBACK」                                           | 久保田真悟 (Jazzin' park) | 久保田真悟 (Jazzin' park) | 久保田真悟 (Jazzin' park)、栗原暁 (Jazzin' park) |
| 9.  | 「ハイタテキ!」                                        | TAKUYA、MEG.ME            | TAKUYA                    | TAKUYA、Keisuke Iizuka                           |
| 10. | 「ちちんぷい」                                         | あだるとゆうくん          | ウイ・ビトン              | 魔法少女になり隊                                 |

## 参加ミュージシャン
| ゼッテーアナーキー - ギター・ピアノ・キーボード：ABEDON (ユニコーン) - ギター：木内健 - ベース：高橋"Jr."知治 - ドラム：澤村小夜子 (ねごと) 春休みモラトリアム中学生 - ギター：武田将幸 (HERE)・三橋隼人 (HERE) - ドラム：宮野大介 (HERE) - ベース・プログラミング：西井慶太 - キーボード：ハジメタル ポップコーントーン - ギター：生本直毅 - ベース：安達貴史 - ドラム：能村亮平 - ピアノ・プログラミング：田村歩美 面皰 - ギター・チェンバリン・シタール・パーカション：石崎光 - ベース：ハマ・オカモト (OKAMOTO'S) - ドラム：ピエール中野 (凛として時雨) - マリンバ・パーカッション：シーナアキコ - バイオリン：岡村美央・杉野裕・高橋暁 - コーラス：吉澤嘉代子・石崎光・石崎玄守 エビ中出席番号の歌 その2 - プログラミング：前山田健一 マブいラガタイフーン (Interlude) - プログラミング：MTG 夏だぜジョニー <エビチューオーケストラ> - ギター：植田浩二 - ベース：藤谷一郎 - ドラム：佐藤大輔 - ピアノ・コンサートマスター：大嵜慶子 - トランペット：織田祐亮・中山浩佑・峰崎芳樹 - トロンボーン：小野田友隆・湯浅佳代子 - サックス：藤田淳之介・横山知子 - コーラス：Annie <精華女子高等学校 吹奏楽部> - コンダクター：櫻内教昭 - トランペット：井上弥久・清水愛・手島奈菜子・森巴菜 - トロンボーン：江口美沙子・江藤咲弥香・中山七海・東野公美 - サックス：遠入絵里香・向高那実・脇采花・林知穂・松永若奈 | MISSION SURVIVOR - ギター：エレクトロソナー - キーボード・シンセサイザー・プログラミング：鈴木雅也 ナチュメロらんでぶー - ギター：生本直毅 - ベース：安達貴史 - ドラム：能村亮平 - ピアノ：横山裕章 - プログラミング：田村歩美 ポンパラ ペコルナ パピヨッタ - ピアノ：菅野よう子 - ギター：今堀恒雄 - ベース：KenKen - ドラム：青山英樹 - コーラス：五五七二三二〇 - ストリングス：室屋光一郎ストリングス - シンセマニピュレーター：浦田恵司・坂元俊介 お願いジーザス - エレキギター・アコースティックギター：山内総一郎 (フジファブリック) - シンセサイザー・オルガン：金澤ダイスケ (フジファブリック) - ベース：加藤慎一 - ドラム・パーカッション：あらきゆうこ 全力☆ランナー - ギター・ベース・プログラミング：杉山勝彦 スーパーヒーロー - ギター・プログラミング：CHOKKAKU - ベース：種子田健 - ストリングス：今野均ストリングス 参枚目のタフガキ - キーボード・プログラミング：CMJK |